# Theristria delicatula
Theristria delicatula is een insect uit de familie van de Mantispidae, die tot de orde netvleugeligen (Neuroptera) behoort. 
Theristria delicatula is voor het eerst wetenschappelijk beschreven door Westwood in 1852.